# 沉默 (小說)
《沉默》是日本作家遠藤周作在1966年出版的歷史小說，係基於部分史實、以及作者身為天主教徒的哲學思想所著作，講述一名耶穌會傳教士被派到17世紀的日本，面對日本基督徒在島原之亂後受到迫害轉入地下所遭遇的一連串故事。此書使遠藤拿下1966年的谷崎潤一郎獎，被稱為「遠藤周作的卓越成就」及「二十世紀最好的小說之一」。在中国大陆由南海出版公司出版，出版日期为2013年5月1日。

## 改編作品
除了周作的舞台劇版本《The Golden Country》，還有幾個改編作品：
- 1971年，由日本東寶改編為同名電影，由篠田正浩執導。[2]
- 1996年，改編為電影《The Eyes of Asia（英语：Os Olhos da Ásia）》，由João Mário Grilo（英语：João Mário Grilo）執導。[3]
- 2000年改編為同名歌劇在東京的新國立劇場公演，劇本與音樂由作曲家和詩人松村禎三（英语：Teizo Matsumura）編撰。[4]

- 2016年，由美國導演馬丁·史柯西斯改編及執導為同名電影，於2016年11月29日在羅馬的宗座東方學院（英语：Pontifical Oriental Institute）首映。[5]

此外，該小說啟發了蘇格蘭音樂家詹姆斯·麥美倫於2002年創作Symphony no. 3, "Silence"。